# Personne ne m'aime
Personne ne m'aime è un film del 1994 scritto e diretto da Marion Vernoux, al suo esordio alla regia di un lungometraggio cinematografico.
Ha vinto il Pardo per la miglior interpretazione femminile al Festival di Locarno 1994.

## Riconoscimenti
- 1994 - Festival di Locarno
  - Pardo per la miglior interpretazione femminile a Bernadette Lafont e Bulle Ogier
  - In concorso per il Pardo d'oro
- 1995 - Premio César
  - Candidatura per la migliore opera prima